# وایستراخ
وایستراخ (به آلمانی: Weistrach) یک منطقهٔ مسکونی در اتریش است که در بخش امستیتن واقع شده‌است. وایستراخ ۲٬۱۹۲ نفر جمعیت دارد.